# 242 Kriemhild
Kriemhild (asteroide 242) é um asteroide da cintura principal com um diâmetro de 38,9 quilómetros, a 2,5157958 UA. Possui uma excentricidade de 0,1211663 e um período orbital de 1 769,08 dias (4,85 anos).
Kriemhild tem uma velocidade orbital média de 17,60387986 km/s e uma inclinação de 11,31857º.
Esse asteroide foi descoberto em 22 de Setembro de 1884 por Johann Palisa.